# 過海隧道巴士693線
過海隧道巴士693線是一條已停辦的過海隧道路線，由九巴獨營，來往尚德及中環（交易廣場）。
本線只是營運3年9個月便被取消，曾是「營運時期最短的東隧巴士路線」，其後紀錄先後被新巴682D線、682X線、城巴686線打破，現時只是第四短。

## 歷史
- 1998年11月2日：本線投入服務，最初只在繁忙時間單向由尚德開往中環（交易廣場）。
- 1999年1月11日：不經運隆路，總站遷往唐明街路旁，同時因行車里數降低而調減全程收費。
- 1999年8月25日：提升至每日全日服務。
- 2000年3月20日：增設平日早上由尚德單向往中環（交易廣場）的特快班次，途經東區走廊、維園道及告士打道直達灣仔北，不經北角及銅鑼灣。
- 2000年7月10日：特快班次獲獨立編號為693P。
- 2002年8月28日：地鐵將軍澳綫全綫通車後，此路線客量急跌，與691系列路線重組為692及692P線。

## 服務時間及班次

### 由尚德開出
- 星期一至六：06:10-22:40（5-20分鐘一班）
- 星期日及公眾假期：07:00-22:40（15-20分鐘一班）

### 由中環（交易廣場）開出
- 星期一至五：08:00-00:00（8-20分鐘一班）
- 星期六：08:00-00:00（10-20分鐘一班）
- 星期日及公眾假期：08:00-00:00（15-20分鐘一班）

## 收費
全程：$12.8
- 東區海底隧道收費廣場往中環（交易廣場）：$9.4
- 港運城往中環（交易廣場）／東區海底隧道收費廣場往尚德：$5.4

| - 本線設有12歲以下小童及65歲或以上長者半價優惠。 - 乘客可以現金或八達通於上車時付款，不設找續。 - 每位成人乘客可免費攜帶最多兩名4歲以下而不佔座位的兒童乘客乘車，超額之4歲以下小童必須繳付小童車費乘車。 - 持有「九巴月票」之乘客在車票有效期內，每日可享最多10程任何九龍巴士及龍運巴士路線（包括本路線，合資格車程只適用於九龍巴士／龍運巴士提供的班次；惟乘搭機場「A」及「NA」線則可享原價二七折優惠（不會計算每天10次合資格車程））；而B1線則可每日可享最多2程（不會計算每天10次合資格車程）。 - 九龍巴士、城巴、龍運巴士及陽光巴士全職員工及家屬（不包括外判職員）可免費乘搭本路線（陽光巴士員工及家屬只適用於九龍巴士提供的班次），惟必須拍職員或職員家屬八達通。 - 乘客亦可使用AlipayHK「易乘碼」、支付寶、WeChatHK／微信支付「搭車碼」、銀聯雲閃付「乘車碼」及BOC Pay「乘車碼」、具有感應式支付功能的JCB、卡美國運通、大來國際、Discover Card（只適用於九龍巴士／龍運巴士提供的班次）、VISA、Mastercard及銀聯卡，以及Apple Pay、Google Pay及Samsung Pay流動支付平台繳付車資。九巴班次的乘客使用上述付款方式，將只可享有與其他九巴路線／聯營路線九巴班次之轉乘優惠；城巴班次的乘客使用上述付款方式，將只可享有與其他城巴獨營路線或聯營線城巴班次之轉乘優惠。乘客亦不能享有「公共交通費用補貼計劃」及「長者及合資格殘疾人士公共交通票價優惠計劃」。 |

本路線的全程行車里數只有17.2公里，未逹最高准許收費的18公里界線，因此全程收費比其他對應路線為低。

## 行車路線
- 往中環（交易廣場）方向途經：唐明街、寶康路、靈康路、寶順路、將軍澳隧道公路、將軍澳隧道、將軍澳道、鯉魚門道、東區海底隧道、東區走廊、民康街、英皇道、清風街天橋、維園道、告士打道、內告士打道、告士打道、夏愨道、紅棉路支路、琳寶徑、遮打道、昃臣道、干諾道中、畢打街、康樂廣場及港景街。
- 往尚德方向途經：干諾道中、夏愨道、告士打道、天橋、告士打道、高士威道、英皇道、民康街、東區走廊、東區海底隧道、鯉魚門道、將軍澳道、將軍澳隧道、將軍澳隧道公路、迴旋處、寶順路及唐明街。

## 資料來源
- 過海路線693 - 681巴士總站 （页面存档备份，存于）
- 書名：二十世紀巴士路線發展史－－渡海、離島及機場篇，ISBN 9789628414680，容偉釗編著，BSI出版